# لباس خواب

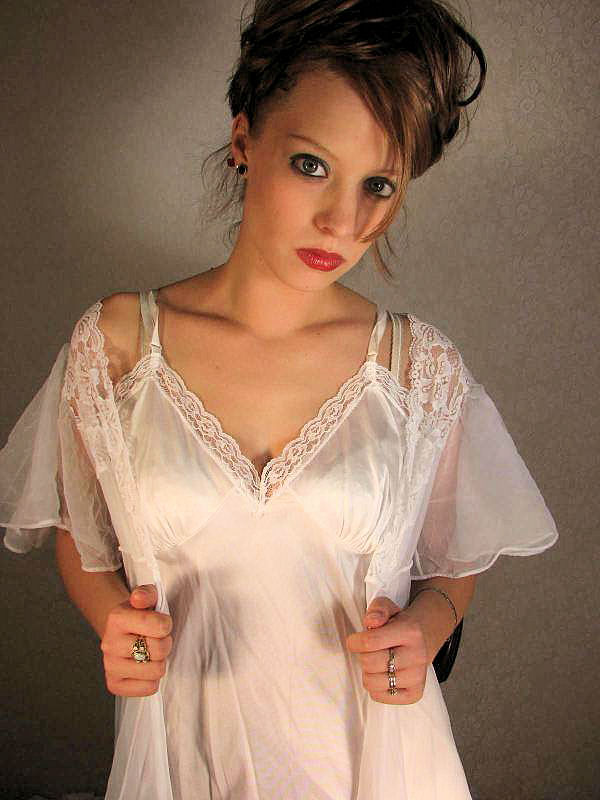
نوعی لباس خواب زنانه

لباس خواب یا پیراهن شب (به انگلیسی: Nightshirt) پوشاکی است که برای پوشیدن در هنگام خواب در نظر گرفته شده‌است. این پوشاک تا حدودی بلندتر از پیراهن‌های معمول است، که تا پایین ران یا زیر زانو رسیده و بخشی از پاها را بدون پوشش قرار می‌دهد. به‌طور کلی این پوشاک برای جلوگیری از محدود شدن فرد پوشنده آن در حالی که خواب است، گشاد در نظر گرفته می‌شود.

## انواع لباس خواب زنانه
لباس خواب راحتی
لباس خواب راحتی یا لباس شب به دسته‌ای از لباس‌ها گفته می‌شود که به منظور راحتی فرد به هنگام خواب در نظر گرفته تولید می‌شود. معمولاً این پوشاک تا حدودی بلندتر از پیراهن‌های معمولی و به منظور راحتی فرد طراحی و دوخته می‌شود.
لباس خواب فانتزی
لباس خواب فانتزی به لباس خوابی گفته می‌شود که خانم‌ها برای افزایش میل همسر یا شریک جنسی خود استفاده می‌کنند و سبب می‌شوند فرد مقابلشان با شوق و اشتیاق بیشتری با آن‌ها رابطه برقرار کند و رضایت بیشتری از رابطه با او داشته باشد.